# LG 트윈스의 선수 목록
다음은 KBO 리그 LG 트윈스의 연도별 선수 명단이다.
각 포지션별로 해당 시즌 가장 많은 경기를 소화한 주전 선수들을 표시했다. (선수 전체 명단은 각각의 세부 문서를 참조하시오.)

## 1982년 - 1989년: MBC 청룡

### 포지션별 주전
| 연도   | 투수   | 포수   | 1루수  | 2루수  | 3루수  | 유격수 | 우익수 | 중견수 | 좌익수 | 지명타자 |
| 1982년 | 하기룡 | 김용운 | 김용달 | 김인식 | 이광은 | 정영기 | 신언호 | 송영운 | 이종도 | 백인천   |
| 1983년 | 하기룡 | 김용운 | 이종도 | 김인식 | 이광은 | 김재박 | 신언호 | 이해창 | 김정수 | 송영운   |
| 1984년 | 김봉근 | 김용운 | 김상훈 | 김인식 | 이광은 | 김재박 | 신언호 | 이해창 | 이종도 | 유제룡   |
| 1985년 | 이선희 | 심재원 | 김상훈 | 김인식 | 유고웅 | 김재박 | 신언호 | 박흥식 | 이광은 | 송영운   |
| 1986년 | 김용수 | 박철영 | 김상훈 | 김인식 | 유고웅 | 김재박 | 윤덕규 | 박흥식 | 이광은 | 김우근   |
| 1987년 | 김용수 | 심재원 | 김상훈 | 김인식 | 유고웅 | 김재박 | 윤덕규 | 박흥식 | 이광은 | 신언호   |
| 1988년 | 이용철 | 심재원 | 김상훈 | 유고웅 | 김상호 | 김재박 | 윤덕규 | 박흥식 | 이광은 | 신언호   |
| 1989년 | 이국성 | 서효인 | 김상훈 | 김동재 | 김상호 | 김재박 | 윤덕규 | 노찬엽 | 이광은 | 박흥식   |

## 1990년 - 2000년
| 연도   | 투수   | 포수   | 1루수  | 2루수  | 3루수  | 유격수 | 우익수 | 중견수 | 좌익수 | 지명타자 |
| 1990년 | 김용수 | 김동수 | 김상훈 | 김동재 | 이광은 | 김재박 | 윤덕규 | 노찬엽 | 박흥식 | 김영직   |
| 1991년 | 김용수 | 김동수 | 김상훈 | 김선진 | 이광은 | 김재박 | 윤덕규 | 노찬엽 | 김영직 | 최훈재   |
| 1992년 | 김기범 | 김동수 | 김상훈 | 김건우 | 송구홍 | 민경삼 | 박준태 | 노찬엽 | 김영직 | 이병훈   |
| 1993년 | 김태원 | 김동수 | 김상훈 | 박종호 | 송구홍 | 이종열 | 박준태 | 노찬엽 | 김영직 | 이병훈   |
| 1994년 | 김태원 | 김동수 | 서용빈 | 박종호 | 한대화 | 유지현 | 박준태 | 노찬엽 | 김재현 | 최훈재   |
| 1995년 | 이상훈 | 김동수 | 서용빈 | 이종열 | 한대화 | 유지현 | 심재학 | 노찬엽 | 김재현 | 김선진   |
| 1996년 | 김용수 | 김동수 | 서용빈 | 송구홍 | 김선진 | 유지현 | 심재학 | 노찬엽 | 김재현 | 최훈재   |
| 1997년 | 임선동 | 김동수 | 서용빈 | 신국환 | 송구홍 | 유지현 | 심재학 | 이병규 | 동봉철 | 박준태   |
| 1998년 | 김용수 | 김동수 | 김선진 | 신국환 | 이종열 | 유지현 | 심재학 | 이병규 | 김재현 | 펠릭스   |
| 1999년 | 손혁   | 김동수 | 안상준 | 신국환 | 이종열 | 유지현 | 대톨라 | 이병규 | 김재현 | 펠릭스   |
| 2000년 | 해리거 | 조인성 | 서용빈 | 이종열 | 안상준 | 유지현 | 양준혁 | 이병규 | 김재현 | 스미스   |

## 2001년 - 2010년
| 연도   | 투수     | 포수   | 1루수  | 2루수  | 3루수  | 유격수 | 우익수     | 중견수     | 좌익수 | 지명타자 |
| 2001년 | 신윤호   | 조인성 | 서용빈 | 이종열 | 안상준 | 유지현 | 심성보     | 이병규     | 김재현 | 양준혁   |
| 2002년 | 만자니오 | 조인성 | 서용빈 | 유지현 | 이종열 | 권용관 | 마르티네스 | 이병규     | 박용택 | 김재현   |
| 2003년 | 이승호   | 조인성 | 홍현우 | 유지현 | 이종열 | 안상준 | 알칸트라   | 마르티네스 | 박용택 | 최동수   |
| 2004년 | 장문석   | 조인성 | 최동수 | 박경수 | 김상현 | 권용관 | 박용택     | 이병규     | 마틴   | 김재현   |
| 2005년 | 최원호   | 조인성 | 최동수 | 이종열 | 안재만 | 한규식 | 정의윤     | 이병규     | 박용택 | 클리어   |
| 2006년 | 정재복   | 조인성 | 마해영 | 박경수 | 이종열 | 권용관 | 정의윤     | 이병규     | 박용택 | 최길성   |
| 2007년 | 박명환   | 조인성 | 최동수 | 이종열 | 김상현 | 권용관 | 발데스     | 이대형     | 박용택 | 박경수   |
| 2008년 | 봉중근   | 조인성 | 최동수 | 박경수 | 김상현 | 권용관 | 안치용     | 이대형     | 박용택 | 페타지니 |
| 2009년 | 봉중근   | 조인성 | 최동수 | 박경수 | 정성훈 | 권용관 | 이진영     | 이대형     | 박용택 | 페타지니 |
| 2010년 | 봉중근   | 조인성 | 이진영 | 박경수 | 정성훈 | 오지환 | 이병규     | 이대형     | 이병규 | 박용택   |

## 2011년 - 2020년
- 각 포지션별로 해당 시즌 가장 많은 경기에 출장한 선수들 명단이다. (투수의 경우는 최다승 선수)

| 연도   | 투수   | 포수   | 1루수  | 2루수  | 3루수    | 유격수 | 우익수 | 중견수 | 좌익수 | 지명타자 |
| 2011년 | 주키치 | 조인성 | 서동욱 | 김태완 | 정성훈   | 박경수 | 이진영 | 이대형 | 이병규 | 박용택   |
| 2012년 | 주키치 | 윤요섭 | 최동수 | 서동욱 | 정성훈   | 오지환 | 이진영 | 박용택 | 정의윤 | 이병규   |
| 2013년 | 리즈   | 윤요섭 | 김용의 | 손주인 | 정성훈   | 오지환 | 이진영 | 박용택 | 정의윤 | 이병규   |
| 2014년 | 리오단 | 최경철 | 정성훈 | 손주인 | 조쉬벨   | 오지환 | 이진영 | 박용택 | 이병규 | 정의윤   |
| 2015년 | 우규민 | 유강남 | 정성훈 | 손주인 | 히메네스 | 오지환 | 이진영 | 임훈   | 박용택 | 이병규   |
| 2016년 | 류제국 | 유강남 | 정성훈 | 손주인 | 히메네스 | 오지환 | 채은성 | 김용의 | 이병규 | 박용택   |
| 2017년 | 차우찬 | 유강남 | 정성훈 | 손주인 | 양석환   | 오지환 | 채은성 | 이형종 | 이천웅 | 박용택   |
| 2018년 | 윌슨   | 유강남 | 김현수 | 정주현 | 양석환   | 오지환 | 채은성 | 이형종 | 이천웅 | 박용택   |
| 2019년 | 켈리   | 유강남 | 페게로 | 정주현 | 김민성   | 오지환 | 채은성 | 이천웅 | 김현수 | 이형종   |
| 2020년 | 켈리   | 유강남 | 라모스 | 정주현 | 김민성   | 오지환 | 채은성 | 홍창기 | 김현수 | 이형종   |

## 2021년 -
- 각 포지션별로 해당 시즌 가장 많은 경기에 출장한 선수들 명단이다. (투수의 경우는 최다승 선수)

| 연도   | 투수   | 포수   | 1루수  | 2루수  | 3루수  | 유격수 | 우익수 | 중견수 | 좌익수 | 지명타자 |
| 2021년 | 켈리   | 유강남 | 문보경 | 서건창 | 김민성 | 오지환 | 채은성 | 홍창기 | 김현수 | 이형종   |
| 2022년 | 켈리   | 유강남 | 채은성 | 서건창 | 문보경 | 오지환 | 홍창기 | 박해민 | 김현수 | 문성주   |
| 2023년 | 임찬규 | 박동원 | 오스틴 | 신민재 | 문보경 | 오지환 | 홍창기 | 박해민 | 문성주 | 김현수   |
| 2024년 | 엔스   | 박동원 | 오스틴 | 신민재 | 문보경 | 오지환 | 홍창기 | 박해민 | 김현수 | 문성주   |

## 역대 신인드래프트

### 첫 지명 선수
| 연도 | 선수   | 포지션 | LG 소속 성적                                                 |
| ---- | ------ | ------ | ------------------------------------------------------------ |
| 1991 | 송구홍 | 내야수 | 7시즌 546G 494안타 39홈런 84도루 .279 .344 .404              |
| 1992 | 임선동 | 투수   | 2시즌 37G 195.1이닝 12승 13패 4.56                           |
| 1993 | 이상훈 | 투수   | 7시즌 290G 895.2이닝 71승 37패 95세이브 2.52                 |
| 1994 | 류지현 | 내야수 | 11시즌 1108G 1134안타 64홈런 296도루 590볼넷 .280 .377 .383  |
| 1995 | 심재학 | 외야수 | 4시즌 466G 393안타 48홈런 .271 .373 .428                     |
| 1996 | 이정길 | 투수   | 1시즌 5G 10.2이닝 1승 1패 12.66                              |
| 1997 | 이병규 | 외야수 | 17시즌 1740G 2042안타 161홈런 147도루 526볼넷 .311 .365 .452 |
| 1998 | 조인성 | 포수   | 14시즌 1483G 1099안타 149홈런 13도루 .258 .311 .416          |
| 1999 | 김상태 | 투수   | 2시즌 46G 169.1이닝 9승 18패 6.01                            |
| 2000 | 최경환 | 외야수 | 2시즌 107G 35안타 .227 .267 .325                             |
| 2001 | 이동현 | 투수   | 15시즌 701G 910.1이닝 53승 47패 113홀드 41세이브 4.06        |
| 2002 | 김광희 | 내야수 | 1시즌 6G 4안타 .444 .545 .778                                |
| 2003 | 박경수 | 내야수 | 10시즌 933G 609안타 43홈런 64도루 .241 .343 .340             |
| 2004 | 장진용 | 투수   | 7시즌 44G 100.2이닝 3승 7패 7.15                             |
| 2005 | 박병호 | 포수   | 5시즌 288G 125안타 25홈런 9도루 .190 .277 .342               |
| 2006 | 김기표 | 투수   | 7시즌 91G 89이닝 5승 4패 4.96                                |
| 2007 | 봉중근 | 투수   | 10시즌 321G 899.1이닝 55승 46패 109세이브 3.41               |
| 2008 | 이형종 | 투수   | 8시즌 624G 544안타 63홈런 28도루 .281 .359 .438              |
| 2009 | 오지환 | 내야수 | 현역 선수                                                    |
| 2010 | 신정락 | 투수   | 8시즌 212G 346.2이닝 17승 22패 24홀드 10세이브 5.30          |
| 2011 | 임찬규 | 투수   | 현역 선수                                                    |
| 2012 | 조윤준 | 포수   | 6시즌 80G 26안타 .200 .222 .223                              |
| 2013 | 강승호 | 내야수 | 3시즌 135G 87안타 .229 .267 .342                             |
| 2014 | 임지섭 | 투수   | 4시즌 22G 57.2이닝 2승 6패 7.49                              |
| 2015 | 김재성 | 포수   | 3시즌 70G 10안타 .132 .221 .224                              |
| 2016 | 김대현 | 투수   | 현역 선수                                                    |
| 2017 | 고우석 | 투수   | 7시즌 354G 368.1이닝 19승 26패 139세이브 3.18                |
| 2018 | 김영준 | 투수   | 현역 선수                                                    |
| 2019 | 이정용 | 투수   | 현역 선수                                                    |
| 2020 | 이민호 | 투수   | 현역 선수                                                    |
| 2021 | 강효종 | 투수   | 3시즌 9G 28이닝 2승 2패 6.43                                 |
| 2022 | 조원태 | 투수   | 현역 선수                                                    |
| 2023 | 김범석 | 포수   | 현역 선수                                                    |
| 2024 | 김현종 | 외야수 | 현역 선수                                                    |
| 2025 | 김영우 | 투수   | 현역 선수                                                    |
| 2026 |        |        |                                                              |

### 마지막 지명 선수
| 연도 | 선수   | 포지션 | LG 소속 성적                                    |
| ---- | ------ | ------ | ----------------------------------------------- |
| 1991 | 안종호 | 투수   | 지명권 포기로 입단 X                            |
| 1992 | 조병일 | 외야수 | 2시즌 19G 3안타 .214 .267 .286                  |
| 1993 | 당신상 | 포수   | 2시즌 7G 1안타 .143                             |
| 1994 | 서용빈 | 내야수 | 9시즌 828G 760안타 22홈런 31도루 .290 .353 .384 |
| 1995 | 김건태 | 투수   | 지명권 포기로 입단 X                            |
| 1996 | 정진용 | 투수   | 지명권 포기로 입단 X                            |
| 1997 | 박성호 | 내야수 | 1군 출전 X                                      |
| 1998 | 추승우 | 내야수 | 4시즌 50G 14안타 .209 .247 .239                 |
| 1999 | 김원재 | 내야수 | 지명권 포기로 입단 X                            |
| 2000 | 이준   | 투수   | 지명권 포기로 입단 X                            |
| 2001 | 안재영 | 내야수 | 지명권 포기로 입단 X                            |
| 2002 | 김준호 | 외야수 | 지명권 포기로 입단 X                            |
| 2003 | 김준호 | 외야수 | 2시즌 50G 22안타 .244 .261 .344                 |
| 2004 | 임성민 | 투수   | 1군 출전 X                                      |
| 2005 | 김회권 | 투수   | 3시즌 13G 24.1이닝 4패 5.55                     |
| 2006 | 최승준 | 포수   | 4시즌 36G 12안타 .164 .225 .288                 |
| 2007 | 나성용 | 포수   | 1시즌 40G 20안타 .274 .329 .425                 |
| 2008 | 박세혁 | 포수   | 지명권 포기로 입단 X                            |
| 2009 | 임경모 | 외야수 | 지명권 포기로 입단 X                            |
| 2010 | 최우정 | 내야수 | 1군 출전 X                                      |
| 2011 | 이준명 | 외야수 | 1군 출전 X                                      |
| 2012 | 서상우 | 포수   | 6시즌 194G 108안타 13홈런 .283 .376 .421        |
| 2013 | 김동영 | 외야수 | 1군 출전 X                                      |
| 2014 | 박재욱 | 포수   | 3시즌 42G 16안타 .258 .292 .290                 |
| 2015 | 박성준 | 내야수 | 2시즌 12G 2안타 .182 .308 .182                  |
| 2016 | 이정윤 | 외야수 | 1군 출전 X                                      |
| 2017 | 전준호 | 포수   | 현역 선수                                       |
| 2018 | 문성주 | 외야수 | 현역 선수                                       |
| 2019 | 한선태 | 투수   | 2시즌 7G 8.1이닝 5.40                           |
| 2020 | 박찬호 | 투수   | 1군 출전 X                                      |
| 2021 | 박민호 | 포수   | 현역 선수                                       |
| 2022 | 엄태경 | 내야수 | 현역 선수                                       |
| 2023 | 강민균 | 내야수 | 현역 선수                                       |
| 2024 | 심규빈 | 외야수 | 현역 선수                                       |
| 2025 | 성준서 | 투수   | 현역 선수                                       |
| 2026 |        |        |                                                 |

## 같이 보기
- LG 트윈스의 역대 외국인 선수 목록
- LG 트윈스의 한국 프로 야구상 수상자